# Irányi István
Irányi István, Halbschuh (Abos, Sáros vármegye, 1816. december 26. – Eperjes, 1884. november 20.)  magyar író, ügyvéd, Irányi Dániel bátyja.

## Életpályája
Eperjesen és Késmárkon tanult, 1840-41-ben ügyvédi képesítést szerzett. 1848-ig ügyvéd és váltójegyző volt Eperjesen. Az 1848-49-es szabadságharcban mint hadbíró szolgált az első hadtestben és több ütközetben részt vett. Buda ostrománál egyike volt az elsőknek, akik május 21-én a várfalat megmászták és a nemzeti lobogót kitűzték, amiért is még aznap, ott a helyszínen vitézségi érmet kapott (a Szokoly Viktor által szerkesztett Honvédalbum – Buda ostroma című cikkében mint Hernády szerepel).
A szabadságharc leveretése után több ízben fogságba vetették. Hogy öccse könnyebben menekülhessen, Dánielnek vallotta magát, halálra is ítélték, és csak gróf Szirmay Tamás közbelépése folytán maradt el a végrehajtás. Hosszabb fogság után büntetésből besorozták, majd (ennek a büntetésnek az elengedése után) eltiltották az ügyvédi gyakorlattól. 1860-ban Sáros vármegye főszolgabírája volt, 1867-től pedig tanár az eperjesi jogakadémián. A bíróságok szervezésekor (1872-ben) királyi törvényszéki bíróvá nevezték ki.

## Irodalmi epizód
Már kora ifjúságában barátságban volt Kerényi Frigyessel és utóbb Tompa Mihállyal, ezek révén Petőfivel is megismerkedett és tanúja volt az 1845. évben Eperjesen lefolyt költői versenynek.